# Ochthebius delyi
Ochthebius delyi es una especie de escarabajo del género Ochthebius, familia Hydraenidae. Fue descrita científicamente por Hebauer en 1990.
Se distribuye por Armenia. Mide 2,1 milímetros de longitud. Se ha encontrado a altitudes de hasta 2050 metros.